# Naturdenkmal Linde (Züschen)
Das Naturdenkmal Linde mit der Nr. 2.2.1.3 liegt am östlichen Dorfrand von Züschen im Stadtgebiet von Winterberg.
Die Linde wurde im Jahr 2008 durch den Hochsauerlandkreis mit der Veröffentlichung eines Landschaftsplanes für Winterberg als Naturdenkmal (ND) ausgewiesen. Als Ausweisungsgrund wurde die besondere Schönheit als herausragendes Einzelelement in der Landschaft genannt. Die Linde hat einen Brusthöhendurchmesser von 1,2 m und eine schlanke hochgewachsene Wuchsform. In 6 m Höhe verzweigt sich die Linde mehrtriebig zu einer großen Baumkrone. Am Baum befindet sich eine halbkreisförmige Sitzbank.